# Ptychomitriopsis
Ptychomitriopsis là một chi rêu trong họ Ptychomitriaceae.